# Fußball-Verbandsliga Westfalen 1960/61
Die Saison 1960/61 war die fünfte Spielzeit der drittklassigen Verbandsliga Westfalen. Meister wurde Germania Datteln, das auf den Aufstieg in die II. Division West verzichtete. Dafür rückte Vizemeister Sportfreunde Siegen nach. Aus der Gruppe 1 stiegen der FC TuRa Bergkamen und der TBV Lemgo, aus der Gruppe 2 der SV Langendreer 04 und die SpVgg Röhlinghausen ab. Aus der II. Division West stieg der SSV Hagen ab. Aus den Landesligen stiegen in die Gruppe 1 die Ibbenbürener Spvg und die TSG Rheda und in die Gruppe 2 der TB Eickel, der Lüner SV und SuS Menden 09 auf.

## Tabellen

### Gruppe 1
Zur Saison 1961/62 benannte sich der RSV Münster in ESV Münster um.
| Pl.               | Verein                 | Sp. | S  | U | N  | Tore    | Quote | Punkte |
| ----------------- | ---------------------- | --- | -- | - | -- | ------- | ----- | ------ |
| 1.                | Germania Datteln       | 28  | 16 | 7 | 5  | 074:330 | 2,24  | 39:17  |
| 2.                | Arminia Bielefeld      | 28  | 16 | 3 | 9  | 062:370 | 1,68  | 35:21  |
| 3.                | RSV Münster (N)        | 28  | 14 | 5 | 9  | 045:340 | 1,32  | 33:23  |
| 4.                | BV Selm                | 28  | 13 | 6 | 9  | 049:350 | 1,40  | 32:24  |
| 5.                | Erler SV 08            | 28  | 13 | 3 | 12 | 048:400 | 1,20  | 29:27  |
| 6.                | VfB 03 Bielefeld       | 28  | 11 | 6 | 11 | 032:360 | 0,89  | 28:28  |
| 7.                | SpVg Beckum            | 28  | 11 | 5 | 12 | 045:450 | 1,00  | 27:29  |
| 8.                | Union Herford          | 28  | 9  | 9 | 10 | 034:400 | 0,85  | 27:29  |
| 9.                | SpVg Marl              | 28  | 11 | 4 | 13 | 042:600 | 0,70  | 26:30  |
| 10.               | SpVgg Fichte Bielefeld | 28  | 8  | 9 | 11 | 041:450 | 0,91  | 25:31  |
| 11.               | SVA Gütersloh          | 28  | 10 | 5 | 13 | 034:400 | 0,85  | 25:31  |
| 12.               | VfL Altenbögge         | 28  | 10 | 5 | 13 | 044:530 | 0,83  | 25:31  |
| 13.               | Hammer SpVg            | 28  | 8  | 7 | 13 | 029:490 | 0,59  | 23:33  |
| 14.               | TBV Lemgo (N)          | 28  | 8  | 7 | 13 | 043:540 | 0,80  | 23:33  |
| 15.               | FC TuRa Bergkamen      | 28  | 9  | 5 | 14 | 028:490 | 0,57  | 23:33  |
| Stand: Saisonende |                        |     |    |   |    |         |       |        |

| (N) | Aufsteiger aus der Landesliga Westfalen 1961/62 |

#### Entscheidungsspiele um Platz 13
Die punktgleichen Mannschaften aus Hamm, Lemgo und Bergkamen spielten im Ligasystem die zwei Absteiger aus.
|                   | Ergebnis |                   |
| ----------------- | -------- | ----------------- |
| TBV Lemgo         | 1:1      | FC TuRa Bergkamen |
| Hammer SpVg       | 4:0      | TBV Lemgo         |
| FC TuRa Bergkamen | 1:1      | Hammer SpVg       |

| Pl.               | Verein            | Sp. | S | U | N | Tore    | Quote | Punkte |
| ----------------- | ----------------- | --- | - | - | - | ------- | ----- | ------ |
| 1.                | Hammer SpVg       | 2   | 1 | 1 | 0 | 005:100 | 5,00  | 03:10  |
| 2.                | FC TuRa Bergkamen | 2   | 0 | 2 | 0 | 002:200 | 1,00  | 02:20  |
| 3.                | TBV Lemgo         | 2   | 0 | 1 | 1 | 001:500 | 0,20  | 01:30  |
| Stand: Saisonende |                   |     |   |   |   |         |       |        |

### Gruppe 2
| Pl.               | Verein                  | Sp. | S  | U  | N  | Tore    | Quote | Punkte |
| ----------------- | ----------------------- | --- | -- | -- | -- | ------- | ----- | ------ |
| 1.                | Sportfreunde Siegen     | 26  | 18 | 5  | 3  | 073:250 | 2,92  | 41:11  |
| 2.                | SC Dahlhausen           | 26  | 13 | 6  | 7  | 063:430 | 1,47  | 32:20  |
| 3.                | SG Wattenscheid 09      | 26  | 12 | 8  | 6  | 047:360 | 1,31  | 32:20  |
| 4.                | TBV Mengede             | 26  | 12 | 8  | 6  | 041:410 | 1,00  | 32:20  |
| 5.                | Arminia Ickern          | 26  | 10 | 8  | 8  | 053:440 | 1,20  | 28:24  |
| 6.                | Sportfreunde Neheim (N) | 26  | 8  | 10 | 8  | 043:370 | 1,16  | 26:26  |
| 7.                | Hasper SV               | 26  | 10 | 6  | 10 | 038:390 | 0,97  | 26:26  |
| 8.                | BV Brambauer (N)        | 26  | 9  | 8  | 9  | 036:380 | 0,95  | 26:26  |
| 9.                | VfL Schwerte            | 26  | 8  | 6  | 12 | 036:420 | 0,86  | 22:30  |
| 10.               | Hombrucher FV 09        | 26  | 8  | 6  | 12 | 038:520 | 0,73  | 22:30  |
| 11.               | VfL Resse 08 (N)        | 26  | 8  | 5  | 13 | 042:550 | 0,76  | 21:31  |
| 12.               | Union Günnigfeld        | 26  | 8  | 5  | 13 | 034:450 | 0,76  | 21:31  |
| 13.               | SV Langendreer 04       | 26  | 6  | 8  | 12 | 033:500 | 0,66  | 20:32  |
| 14.               | SpVgg Röhlinghausen     | 26  | 5  | 5  | 16 | 034:640 | 0,53  | 15:37  |
| Stand: Saisonende |                         |     |    |    |    |         |       |        |

| (N) | Aufsteiger aus der Landesliga Westfalen 1961/62 |

## Westfalenmeisterschaft
Die beiden Gruppensieger ermittelten in Hin- und Rückspiel den Westfalenmeister. Die Spiele wurden am 7. und 14. Mai 1961 ausgetragen. Nachdem beide Mannschaften jeweils ein Spiel gewinnen konnten wurde ein Entscheidungsspiel angesetzt, dass am 21. Mai 1961 in Hagen ausgetragen wurde. Datteln setzte sich durch und qualifizierte sich für die Aufstiegsrunde zur II. Division West.
|                                           |  |                                        | Hinspiel | Rückspiel |
| ----------------------------------------- |  | -------------------------------------- | -------- | --------- |
| Sportfreunde Siegen Meister der Staffel 2 |  | Germania Datteln Meister der Staffel 1 | 3:0      | 0:5       |

|                  | Ergebnis |                     |
| ---------------- | -------- | ------------------- |
| Germania Datteln | 2:0      | Sportfreunde Siegen |

## Entscheidungsspiel um den vierten Absteiger
Die Tabellendreizehnten ermittelten in Hin- und Rückspiel den vierten Absteiger in die Landesliga.
|                               | Gesamt |                                     | Hinspiel | Rückspiel |
| ----------------------------- | ------ | ----------------------------------- | -------- | --------- |
| Hammer SpVg 13. der Staffel 1 | 3:4    | SV Langendreer 04 13. der Staffel 1 | 2:1      | 1:3       |

Nachdem beide Mannschaften jeweils ein Spiel gewinnen konnten wurde ein Entscheidungsspiel im neutralen Lünen angesetzt.
|             | Ergebnis |                   |
| ----------- | -------- | ----------------- |
| Hammer SpVg | 3:0      | SV Langendreer 04 |